# 马桑内酯
马桑内酯（也称马桑毒素）是一种有机化合物，分子式C15H18O5，属于γ-内酯，能用作神经毒素，存在于红花寄生（Scurrula parasitica）、马桑科的 Coriaria microphylla等植物中。